# Pachycephala tenebrosa
Pachycephala tenebrosa là một loài chim trong họ Pachycephalidae.

## Lưu ý
Loài này trong quá khứ từng được xếp trong các chi Rectes (danh pháp gốc Rectes tenebrosus Hartlaub & Finsch, 1868), Pitohui, Malacolestes, Colluricincla. Khi nó được xếp trong chi Colluricincla thì danh pháp Colluricincla tenebrosa (Hartlaub & Finsch, 1868) của nó có độ ưu tiên cao hơn danh pháp Colluricincla tenebrosa (Rothschild, 1911) (loài mô tả tại bài Colluricincla tenebrosa) nên danh pháp Colluricincla umbrina (Reichenow, 1915) khi đó được chọn làm danh pháp chính thức thay vì C. tenebrosa.